# 雅里翁斯岛
雅里翁斯岛（Ngeriungs Islet）是帛琉的島嶼，位於太平洋海域，屬於卡揚埃爾環礁的一部分，長1.35公里、寬0.25公里，面積0.27平方公里，最高點海拔高度3米，島上無人居住。由於有密克羅尼西亞塚雉在此生活，數量遠勝環礁的其他島嶼，所以國際鳥盟將雅里翁斯岛劃為重点鸟区。